# Politiezone Brakel
De Belgische politiezone Brakel (zonenummer 5426) was een politiezone die ontstaan bij de politiehervorming en omvatte de 4 gemeenten Brakel, Horebeke, Maarkedal en Zwalm. Deze politiezone werd ook politiezone Brakel-Horebeke-Maarkedal-Zwalm genoemd. Ze werd sinds 2017 geleid korpschef Tom Broekaert.
Het algemeen contactpunt is het zonecommissariaat was Brakel. Verder waren er nog de lokale wijkcommissariaten te Horebeke, Maarkedal en Zwalm.
Sinds 1 januari 2025 maakt de politiezone deel uit van de Politiezone Vlaamse Ardennen, als gevolg van een fusie met de voormalige politiezone Vlaamse Ardennen. 